# Карташевская (платформа)
Карташе́вская — остановочный пункт в Гатчинском районе Ленинградской области на перегоне Гатчина-Варшавская - Сиверская Лужского направления Октябрьской железной дороги, расположен в посёлке Карташевская. Находится в 2,3 км к западу от автодороги Н114 (Кипень — Гатчина — Куровицы и в 6 км к востоку от автодороги М20 (E 95) Санкт-Петербург — Псков.

## История
В 1887 году владелица расположенного рядом имения Н. Т. Карташевская подала прошение «об устройстве ост. платформы на 58 в. СПБ-Варшавской дороги. Деревянная, на таких же стульях с теплой будкой для сторожа. Между ст. Суйда и Сиверская на незначительном уклоне в 0,00277 с правой стороны пути, по направлению к Петербургу. За пользование землёй г-жа Карташевская обязана уплачивать Гл. О-ву 24 р. в год арендных денег». 7 июля 1887 года проект был утверждён Товарищем Министра тайным советником Саловым. Первоначальное название платформы – «Полустанок 57-я верста». 
Министерство путей сообщения разрешило производить остановки поездов на новом полустанке по требованию пассажиров – 3 раза в день. Официальное название Карташевская закрепилось за полустанком в 1887 году. В 1888 году было построено небольшое каменное здание, в котором разместились: зал ожидания, касса и помещение для дежурного. Вдоль полотна железной дороги был устроен деревянный настил для пассажиров. В 1889 году платформа принимала ежедневно уже 5 поездов из 8, следующих по направлению из Петербурга на Сиверскую и Лугу.
Официальное освидетельствование о вступлении в строй платформа Карташевская получила только в 1894 году, в связи с запросом первых дачевладельцев об устройстве рядом с ней охраняемого железнодорожного переезда. Тогда же был построен дом для проживания путевого сторожа и «казённый дом» для проживания двух семей путевых обходчиков. Первоначально платформа Карташевская была приписана к станции Сиверская и здесь не было административного штата сотрудников. В начале XX века была учреждена должность начальника платформы. С 1913 года этот пост занимал Фёдор Иванович Полозов, его имя упоминается все последующие дореволюционные годы.
Утром 19 августа 1941 года станция была атакована фашистской авиацией в тот момент, когда там оказались встречные пассажирские поезда. Имелись убитые и раненые.
В 1966 году в составе проекта электрификации участка Гатчина-Варшавская – Сиверская построены высокие пассажирские платформы с кассовым павильоном и железобетонным навесом с залом ожидания, при этом платформа на Ленинград была перенесена за переезд, в сторону деревни Новые Маргусы. Работы выполнены по проекту института Ленгипротранс.
В 2012—2014 году выполнен ремонт платформ, крытый павильон с залом ожидания демонтирован.

## Описание
На станции расположены две боковые платформы. Не оборудована турникетами. На платформе останавливаются большинство проходящих через неё пригородных электропоездов.